# Carlos Ruiz Mejía
Carlos Ruiz Mejía (Ciudad de México, 28 de agosto de 1939-ibídem, 19 de marzo de 1995) fue un escritor, físico,  académico e investigador mexicano cuya obra fue reconocida en dos ocasiones con el  Premio Nacional de Novela José Rubén Romero.

## Biografía
Ruiz Mejía nació en la Ciudad de México el 28 de agosto de 1939. Se doctoró en Física en la Facultad de Ciencias de la Universidad Nacional Autónoma de México y al terminar sus estudios impartió clases en las facultades de Ciencias e Ingeniería e ingresó como investigador al Instituto de Física IFUNAM.
Su obra literaria se compone únicamente de cuatro novelas, sin embargo su trabajo le mereció ser reconocido en dos ocasiones con el Premio Nacional de Novela José Rubén Romero, otorgado por el Gobierno del Estado de Michoacán y el Instituto Nacional de Bellas Artes.
Falleció de cáncer en la Ciudad de México el 19 de marzo de 1995.

## Reconocimientos
- Premio Nacional de Novela José Rubén Romero por La otra cara de la muerte en 1981.[5]
- Premio Nacional de Novela José Rubén Romero por Ciudad en suspenso en 1985.[5]

## Obra

### Novela
- La otra cara de la muerte (1982)
- Ciudad en suspenso (1985)
- Falso retrato de Gerardo (1986)
- Inesperadamente el verano (1990)

### Divulgación científica
- Trampas de luz (1987)